# Winter-Asienspiele 2025/Teilnehmer (Usbekistan)
| Gelbes Symbol für Goldmedaillen mit stilisierten Olympischen Ringen | Graues Symbol für Silbermedaillen mit stilisierten Olympischen Ringen | Braundes Symbol für Bronzemedaillen mit stilisierten Olympischen Ringen |
| ------------------------------------------------------------------- | --------------------------------------------------------------------- | ----------------------------------------------------------------------- |
| 1                                                                   | —                                                                     | —                                                                       |

Usbekistan nimmt an den Winter-Asienspiele 2025 in Harbin teil.

## Teilnehmer nach Sportarten

### Biathlon
| Athleten               | Wettbewerbe  | Zeit | Fehler | Rang |
| ---------------------- | ------------ | ---- | ------ | ---- |
| Männer                 |              |      |        |      |
| Dilmurod Abdurakhmonov | 10 km Sprint |      |        |      |
| Rolan Raimkulov        | 10 km Sprint |      |        |      |

### Eiskunstlauf
| Athleten                           | Wettbewerbe | Kurzprogramm/ Rhythmustanz | Kurzprogramm/ Rhythmustanz | Kür    | Kür  | Gesamt | Gesamt |
| Athleten                           | Wettbewerbe | Punkte                     | Rang                       | Punkte | Rang | Punkte | Rang   |
| ---------------------------------- | ----------- | -------------------------- | -------------------------- | ------ | ---- | ------ | ------ |
| Frauen                             |             |                            |                            |        |      |        |        |
| Niginabonu Jamoliddinova           | Einzel      |                            |                            |        |      |        |        |
| Sevinch Rakhimova                  | Einzel      |                            |                            |        |      |        |        |
| Mixed                              |             |                            |                            |        |      |        |        |
| Ekaterina Geynish Dmitriy Chigirev | Paarlauf    |                            |                            |        |      |        |        |

### Eisschnelllauf
| Athleten         | Wettbewerb | Zeit | Rang |
| ---------------- | ---------- | ---- | ---- |
| Männer           |            |      |      |
| Danila Semerikow |            |      |      |
|                  |            |      |      |

### Shorttrack
| Athleten         | Wettbewerb | Vorläufe     | Vorläufe | Viertelfinale | Viertelfinale | Halbfinale | Halbfinale | Finale A/B | Finale A/B | Rang |
| Athleten         | Wettbewerb | Zeit         | Rang     | Zeit          | Rang          | Zeit       | Rang       | Zeit       | Rang       | Rang |
| ---------------- | ---------- | ------------ | -------- | ------------- | ------------- | ---------- | ---------- | ---------- | ---------- | ---- |
| Männer           |            |              |          |               |               |            |            |            |            |      |
| Denis Airapetjan |            |              |          |               |               |            |            |            |            |      |
|                  |            |              |          |               |               |            |            |            |            |      |
| Daniil Jeibog    | 500 m      | 41,143 s     | 2        |               |               |            |            |            |            |      |
| Daniil Jeibog    | 1000 m     | 1:29,268 min | 2        |               |               |            |            |            |            |      |

### Ski Alpin
| Athleten          | Wettbewerbe | 1. Lauf     | 1. Lauf | 2. Lauf     | 2. Lauf | Gesamt      | Gesamt |
| Athleten          | Wettbewerbe | Zeit        | Rang    | Zeit        | Rang    | Zeit        | Rang   |
| ----------------- | ----------- | ----------- | ------- | ----------- | ------- | ----------- | ------ |
| Frauen            |             |             |         |             |         |             |        |
| Kseniya Grigoreva | Slalom      | 56,92 s     | 18      | DSQ         | DSQ     | DSQ         | DSQ    |
| Valeriya Kovaleva | Slalom      | 59,86 s     | 22      | 56,55 s     | 17      | 1:56,41 min | 17     |
| Mariya Morozova   | Slalom      | 1:07,49 min | 27      | 1:05,67 min | 23      | 2:13,16 min | 23     |
| Sabina Rejepova   | Slalom      | 57,28 s     | 19      | 55,87 s     | 15      | 1:53,15 min | 15     |
| Männer            |             |             |         |             |         |             |        |
| Arman Gayupov     | Slalom      | 46,64 s     | 8       | 47,94 s     | 9       | 1:34,58 min | 6      |
| Nikita Gorkobskiy | Slalom      | 50,66 s     | 17      | 49,72 s     | 14      | 1:40,38 min | 14     |
| Medet Nazarov     | Slalom      | DNF         | DNF     | DNF         | DNF     | DNF         | DNF    |

### Skibergsteigen
| Athleten            | Wettbewerbe | Qualifikation | Qualifikation | Vorlauf | Vorlauf | Halbfinale | Halbfinale | Finale | Finale | Rang |
| Athleten            | Wettbewerbe | Zeit          | Rang          | Zeit    | Rang    | Zeit       | Rang       | Zeit   | Rang   | Rang |
| ------------------- | ----------- | ------------- | ------------- | ------- | ------- | ---------- | ---------- | ------ | ------ | ---- |
| Frauen              |             |               |               |         |         |            |            |        |        |      |
| Mokhinur Aralova    | Sprint      |               |               |         |         |            |            |        |        |      |
| Feruza Bobokulova   | Sprint      |               |               |         |         |            |            |        |        |      |
| Asila Shayimova     | Sprint      |               |               |         |         |            |            |        |        |      |
| Ezoza Shaymardonova | Sprint      |               |               |         |         |            |            |        |        |      |
| Männer              |             |               |               |         |         |            |            |        |        |      |
| Makhsudjon Akabirov | Sprint      |               |               |         |         |            |            |        |        |      |
| Izozbek Khushvaktov | Sprint      |               |               |         |         |            |            |        |        |      |
| Shohruh Sardorov    | Sprint      |               |               |         |         |            |            |        |        |      |
| Jasur Shamsiddinov  | Sprint      |               |               |         |         |            |            |        |        |      |
| Mixed               |             |               |               |         |         |            |            |        |        |      |
|                     | Staffel     |               |               | —       | —       | —          | —          |        |        |      |